# Octomeria rhodoglossa
Octomeria rhodoglossa är en orkidéart som beskrevs av Rudolf Schlechter. Octomeria rhodoglossa ingår i släktet Octomeria och familjen orkidéer. Inga underarter finns listade i Catalogue of Life.